# Restauração Shōwa
A Restauração Shōwa (昭和維新, Shōwa Ishin) foi uma ideia promovida pelo autor japonês Kita Ikki na década de 1930, com o objetivo de restaurar o antigo poder imperial para o recém entronado Imperador Hirohito e abolir a liberal Democracia Taishō. As metas da Restauração Shōwa eram similares as da Restauração Meiji, já que os grupos que a envisionavam imaginavam um pequeno grupo de pessoas qualificadas dando suporte a um Imperador forte.  A Sakurakai envisionou tal restauração.
O Incidente de 26 de fevereiro foi uma tentativa de se realizar esta restauração, tendo grande insucesso pois foram incapazes de garantir o apoio do Imperador. Os chefes conspiradores se renderam esperando que o julgamento fosse avançar a causa, uma esperança que foi rechaçada devido ao fato dos julgamentos terem sido realizados secretamente.
Apesar de todas as tentativas terem falhado, foi o primeiro passo para a ascensão do militarismo japonês.